# 特奧·博斯
特奧·博斯（荷蘭語：Theo Bos，1983年8月2日—），荷蘭場地單車男運動員，在2004年雅典奧運單車比賽奪得銀牌，3度獲得世界單車場地錦標賽冠軍。現居住在荷蘭阿爾克馬爾。他于2021年宣布退役，不久后开始担任中国国家场地自行车队教练。